# لانائی
۲۰°۵۰′ شمالی ۱۵۶°۵۶′ غربی / ۲۰٫۸۳۳°شمالی ۱۵۶٫۹۳۳°غربی
لانائی (به انگلیسی: Lanai) یکی از جزایر هشت‌گانه ایالت هاوایی آمریکا در اقیانوس آرام است.

## نگارخانه

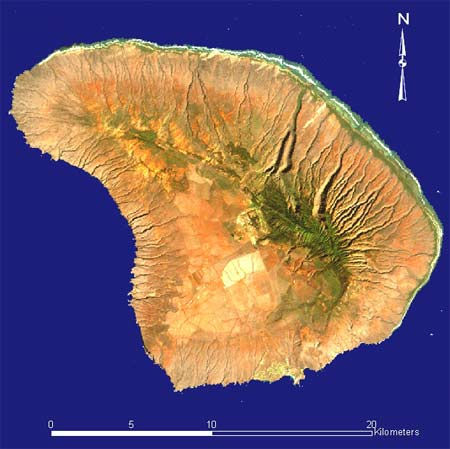
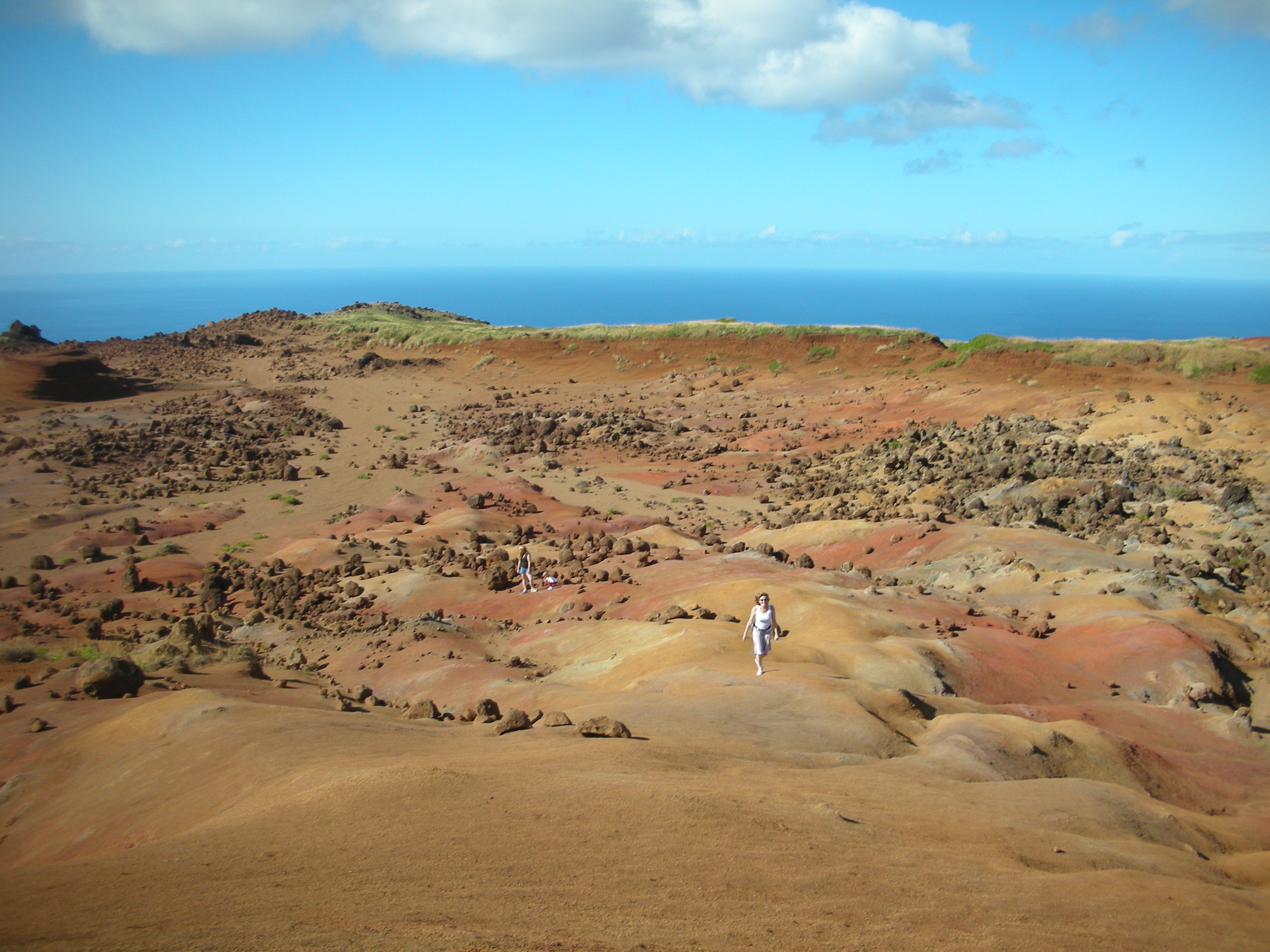
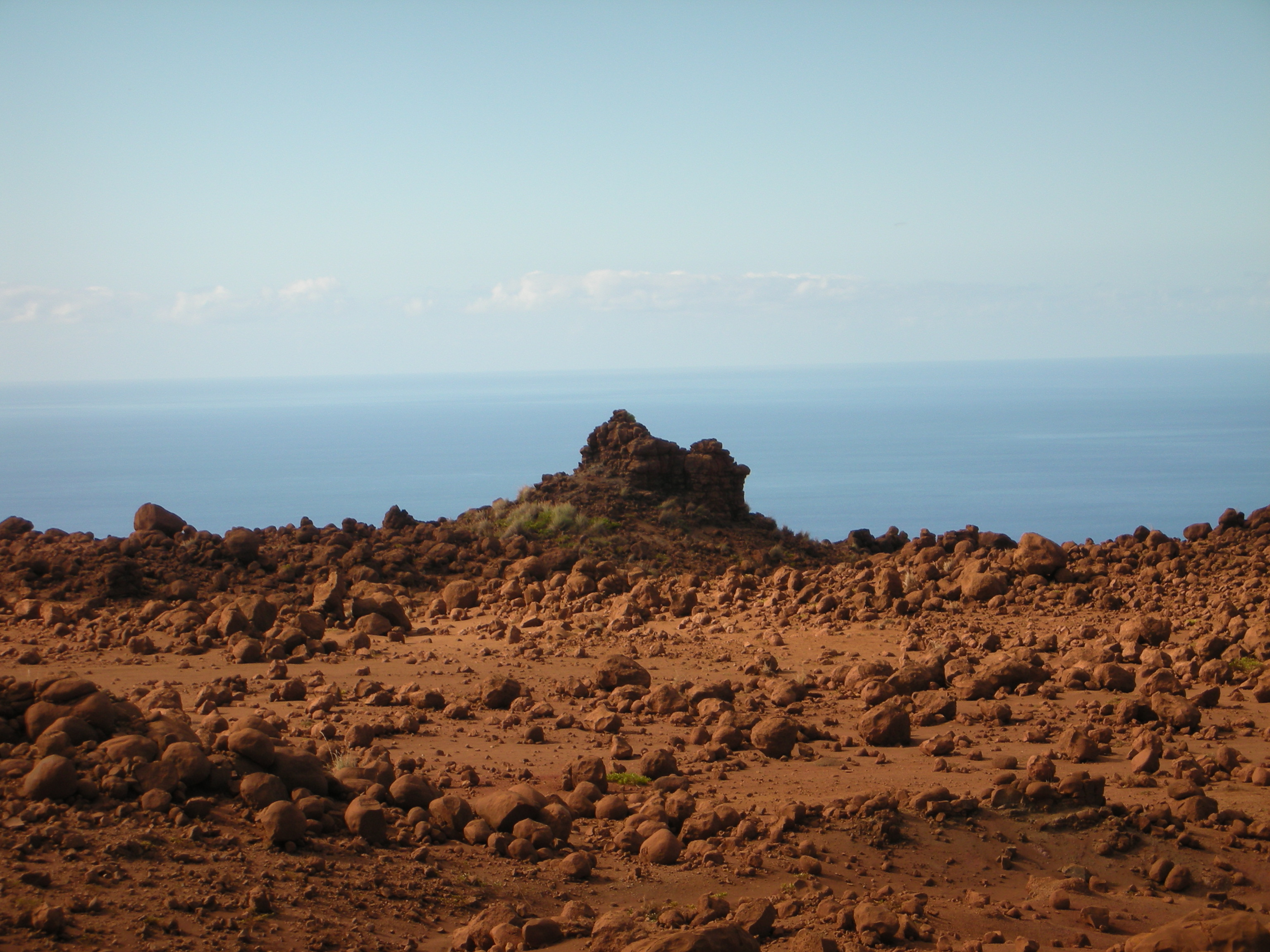
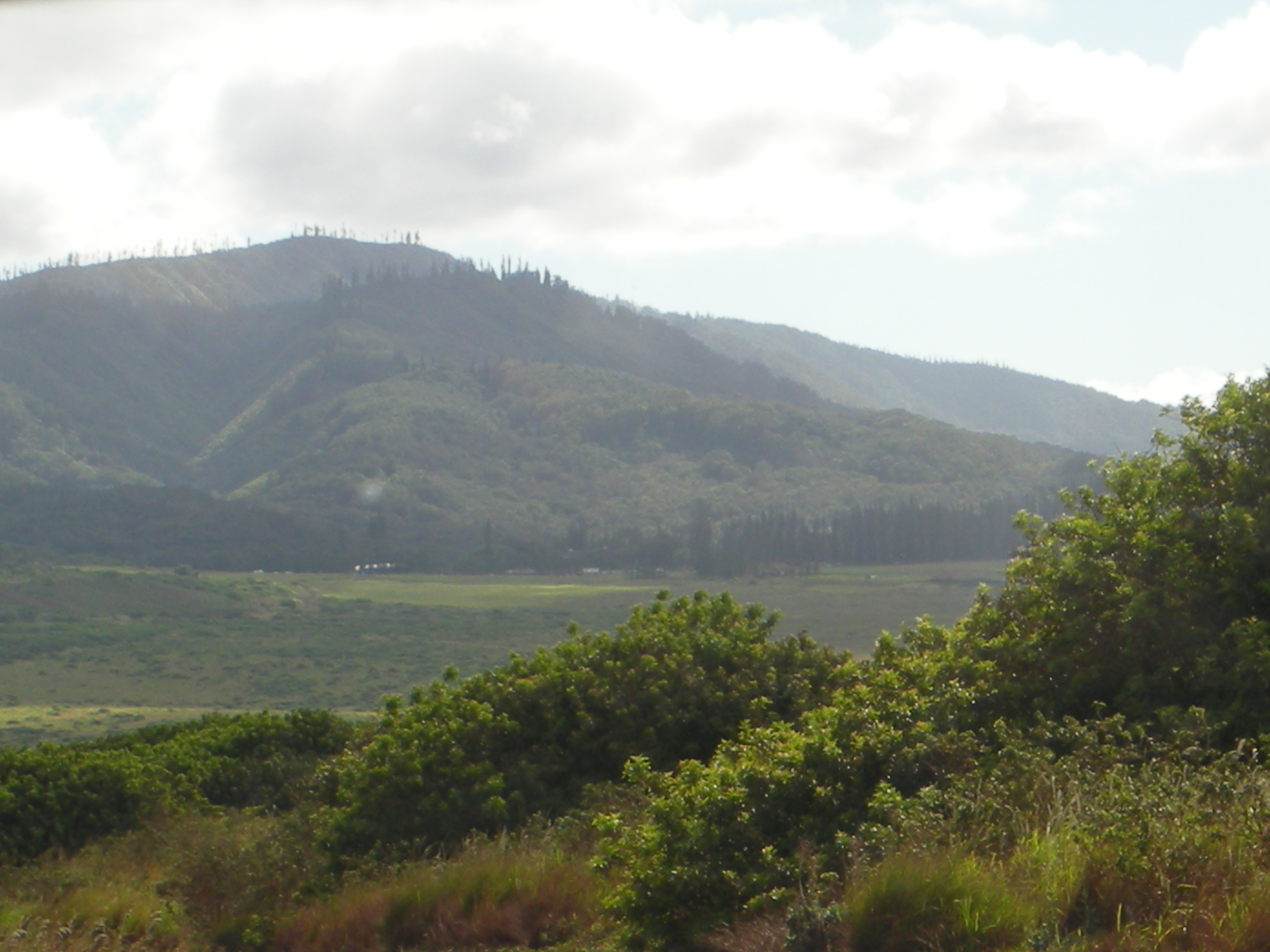
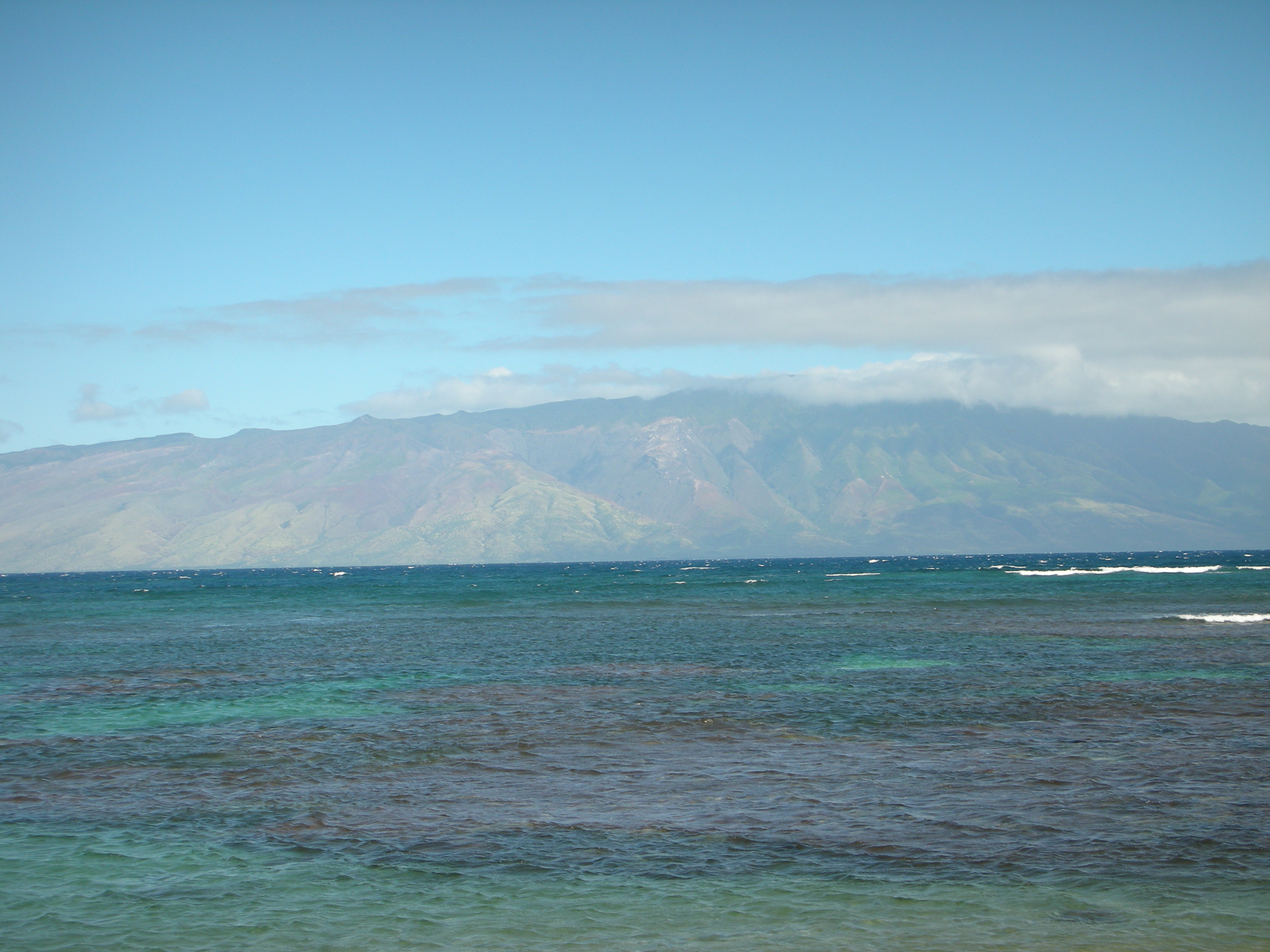